# سول (الكرك)
هذه القرية من إحدى قرى محافظة الكرك بالأردن وتتبع إداريا للواء المزار الجنوبي وكانت لها بلدية ضمت بعدها لبلدية مؤتة والمزار.